# Light〜saw the light & shade〜
『light〜saw the light & shade〜』 (ライト ソウ・ザ・ライト・アンド・シェイド) は、日本のロック歌手、清春のアルバム。

## 概要
- 『shade〜saw the light & shade〜』と同時発売。
- 新曲と既存の曲のリアレンジで構成されているが、今までのバンド形態とは異なるアコースティックなアレンジが施されており、歌を際立たせる作品となっている。

## 収録曲
| 全作詞: 清春、全編曲: 清春/三代堅。 |                                                        |           |                 |      |
| #                                   | タイトル                                               | 作詞      | 作曲            | 時間 |
| 1.                                  | 「2月」(1stアルバムpoetry収録曲)                       | 清春      | 三代堅          | 6:39 |
| 2.                                  | 「空 」(1stシングルEMILY収録曲)                        | 清春      | 清春            | 8:25 |
| 3.                                  | 「光 」(2ndアルバムMELLOW収録曲)                       | 清春      | 清春            | 9:03 |
| 4.                                  | 「pledge」                                             | 清春      | 清春            | 6:14 |
| 5.                                  | 「至上のゆりかご 」(黒夢3rdアルバム『feminism』収録曲) | 清春      | 清春/佐久間正英 | 5:21 |
| 6.                                  | 「君の事が」(8thシングル)                              | 清春      | 清春            | 7:22 |
| 7.                                  | 「HORIZON」(3rdシングル)                               | 清春      | 清春            | 6:54 |
| 合計時間:                           | 合計時間:                                              | 合計時間: | 49:58           |      |

| #  | タイトル          | 作詞 | 作曲・編曲 |
| -- | ----------------- | ---- | ---------- |
| 1. | 「空 VIDEO CLIP」 |      |            |

## 参加ミュージシャン
Vc. Robin Dupuy

Vl. 土屋玲子

Mani. 五十嵐淳一

Pf. 柴田俊文 